# Teatro della Concordia (Monte Castello di Vibio)
Il Teatro della Concordia di Monte Castello di Vibio, in provincia di Perugia, è il più piccolo teatro all'italiana e uno dei più piccoli teatri storici. 

È definito come "il più piccolo del mondo" in quanto è la fedele e riuscita riproduzione in miniatura dei grandi teatri italiani ed europei. 
Sebbene esistano altri teatri o sale private con un minor numero di posti, come ad esempio il teatrino del Castello di Valvasone, il teatro di Monte Castello di Vibio è in effetti "il più piccolo" in quanto è l'unica testimonianza architettonica del teatro settecentesco all'italiana di stile goldoniano per forma, struttura e acustica, sicché esso si distingue chiaramente da un normale teatro di piccole dimensioni.

Esso possiede infatti i tre elementi fondamentali che Goldoni richiedeva per la costruzione dei teatri: palchi di legno, pianta a campana e plafone costruito con la tecnica del camorcanna. In tal senso, come lasciarono scritto le nove famiglie che lo vollero costruire, "la civiltà non si misura a metri quadri e cubatura".
Grazie al lavoro volontario della Società del Teatro della Concordia, il teatro è aperto al pubblico per spettacoli e visite guidate.

## Storia

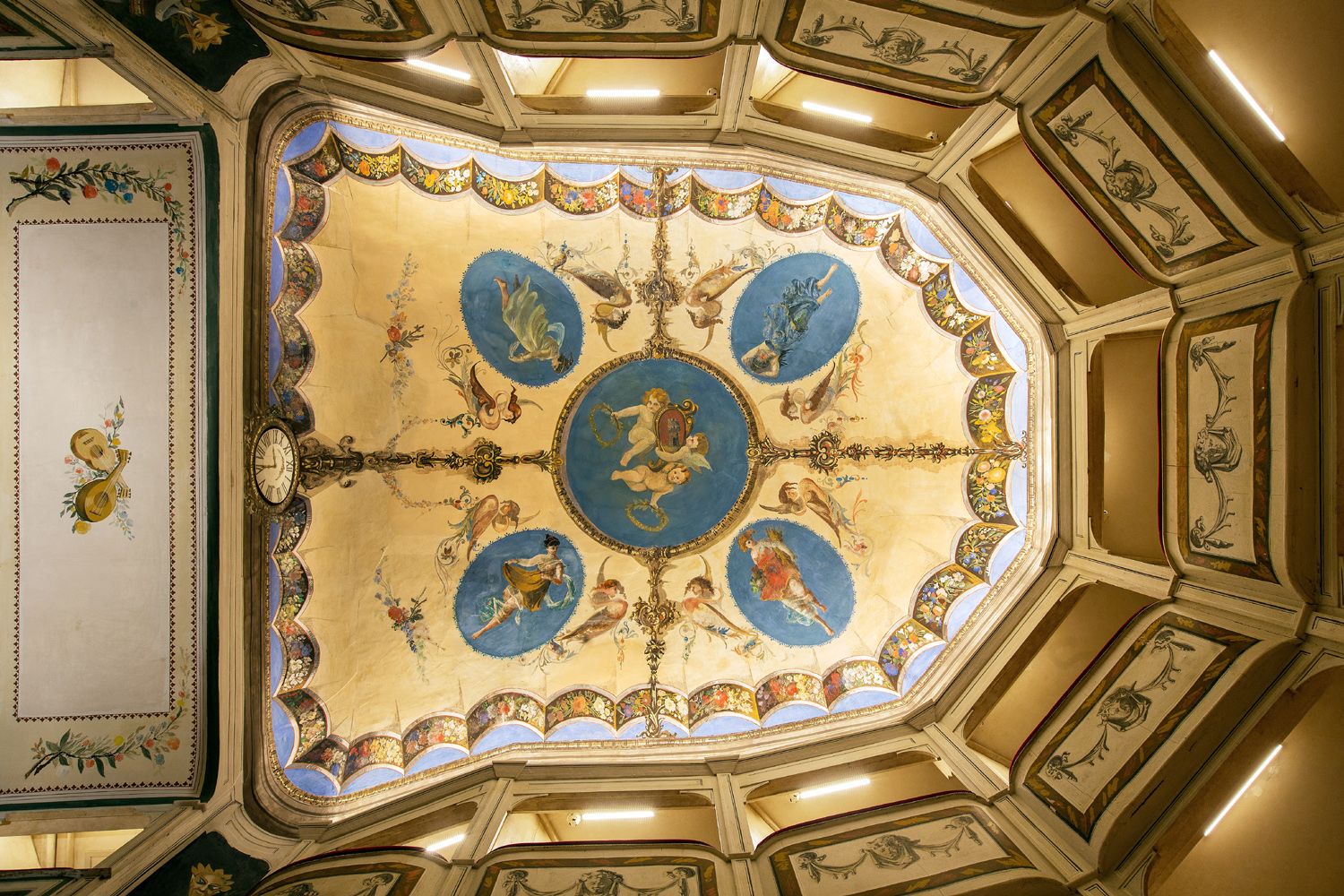
Luigi Agretti
Soffitto affrescato della sala
del Teatro della Concordia, 1891

Il teatro fu costruito all'inizio dell'Ottocento, nel periodo dell'occupazione napoleonica, per volontà di nove benestanti famiglie locali e fu inaugurato nel 1808. Con il termine di "Concordia" i costruttori intendevano richiamare gli ideali della rivoluzione francese: libertà, uguaglianza e fratellanza. 
Nel 1823 i proprietari del teatro fondarono l'Accademia dei soci del Teatro della Concordia, una società costituita per la gestione del teatro stesso. 
Il teatro fu affrescato nel 1892 da Luigi Agretti, pittore spezzino in vacanza nel paesino umbro e all'epoca non ancora quindicenne, il cui padre, Cesare, aveva già realizzato le decorazioni, il telone e i fondali del teatro.
Nel 1951 il teatro fu chiuso per inagibilità. Trent'anni dopo, nel 1981, fu espropriato dal comune e quindi restaurato, anche grazie a finanziamenti comunitari. Il restauro, che ha consentito di conservare la struttura lignea che sorregge i palchi, è durato sette anni, sotto la direzione dagli architetti Paolo Leonelli e Mario Struzzi, e si è concluso nel 1993. Nello stesso anno, la gestione è stata affidata alla neo-costituita Società del Teatro della Concordia che vi organizza una stagione teatrale annuale. Oltre all'attività scenica, il teatro è utilizzato anche per convegni, riunioni e per matrimoni civili.
Nel 1997 è stato gemellato con il Teatro Farnese di Parma, uno dei più grandi del mondo con i suoi circa 3000 posti.
Il 7 settembre 2002 il teatro è stato celebrato con un francobollo da 0,41 euro emesso dalle poste italiane.
Nel 2008, durante il bicentenario del Teatro della Concordia, è stata inaugurata la sala espositiva intitolata a Nello Latini, il primo presidente onorario della Società del Teatro della Concordia.
Tra gli artisti famosi che danno spettacoli al Teatro della Concordia figurano, per esempio, l'attrice italiana Gina Lollobrigida e la chitarrista austriaca Johanna Beisteiner.

## Elementi architettonici

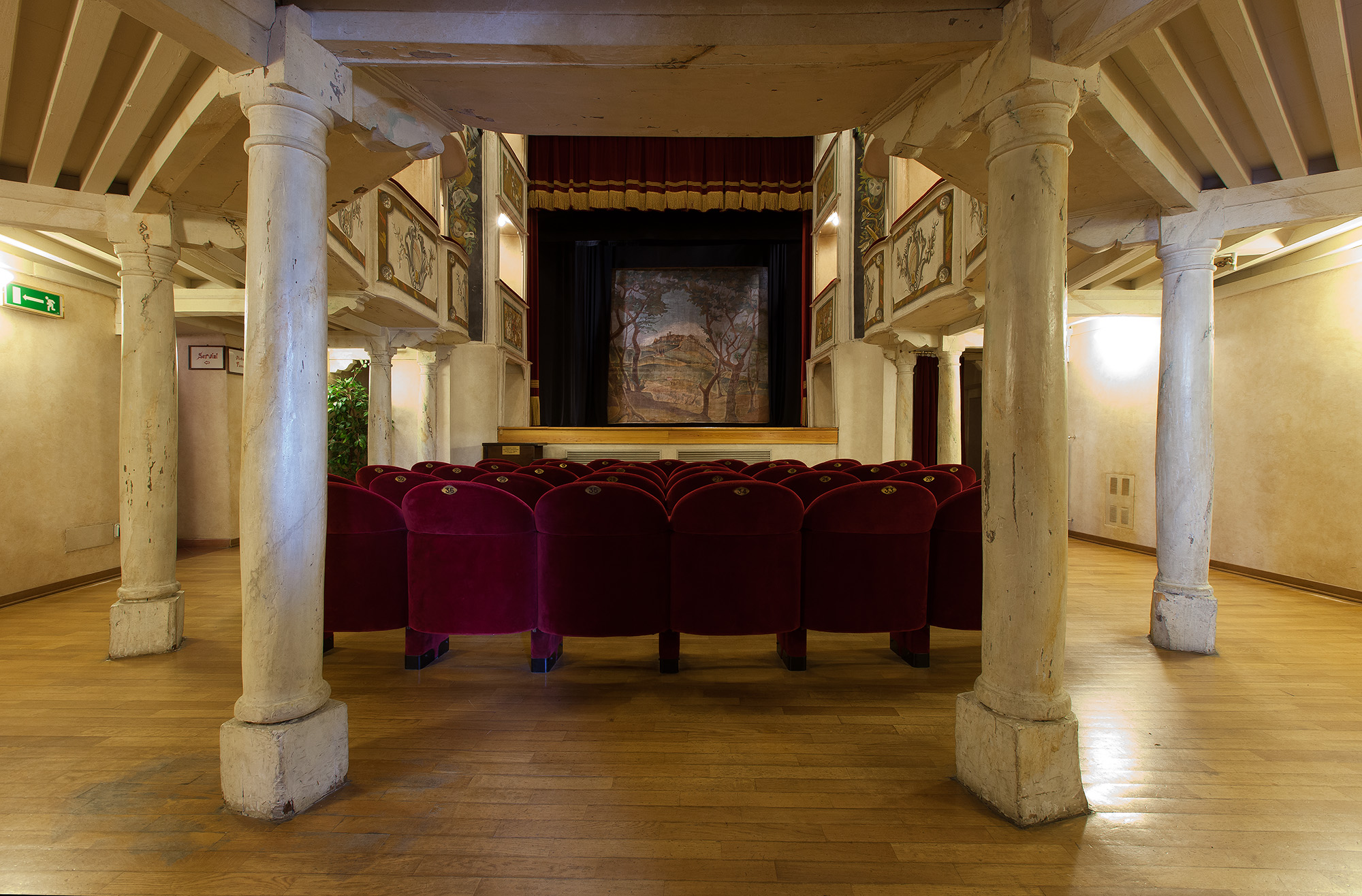
La sala e il palcoscenico

Le caratteristiche realizzative e gli elementi architettonici del Teatro della Concordia sono: sala con pianta a campana, realizzazione interamente in legno, tipico boccascena, decorazioni ad affresco che interessano l'intera superficie scoperta compreso il plafone, foyer affrescato, un caffè del teatro, dei camerini, graticciata, una sala per le riunioni, scalone d'ingresso esterno, atrio e biglietteria, scala di accesso principale ai due ordini di palchi e una scala secondaria. Solamente 99 sono i posti, suddivisi tra palchi e platea, esattamente 37 in platea e 62 sui 22 palchetti: la sala occupa un'area di 68 m², la scena 50 m² e l'atrio 29 m².
Esistono anche altri teatri con meno di 100 posti, ad esempio i cosiddetti teatri di corte presenti in molte parti d'Europa, ma il Teatro della Concordia si distingue per essere la fedele e riuscita riproduzione in miniatura dei grandi teatri all'italiana e perciò rappresenta una particolarità unica dal punto di vista architettonico, storico e culturale.

## Galleria d'immagini

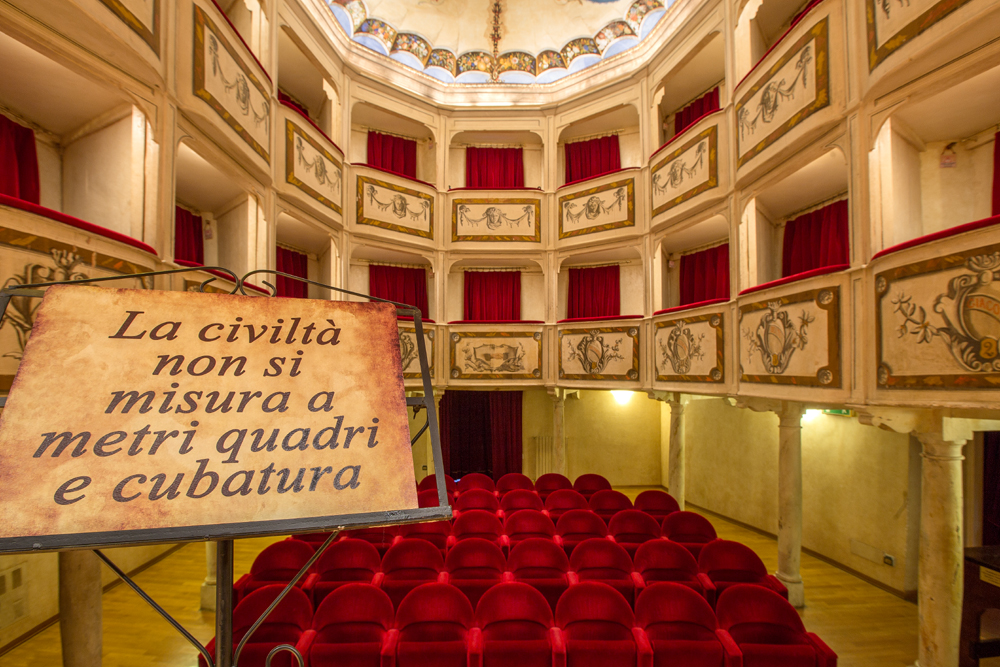
Auditorio e detto La civiltà non si misura a metri quadri e cubatura.
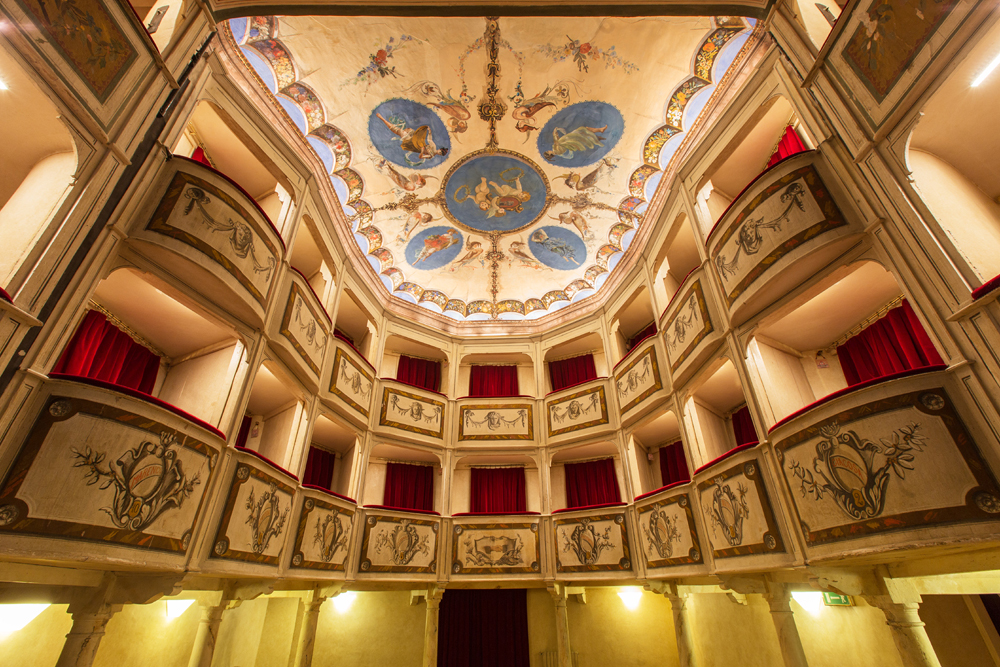
I palchetti e parti del plafone affrescato
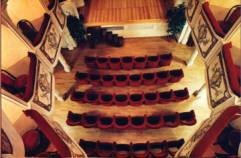
Sala con pianta a campana
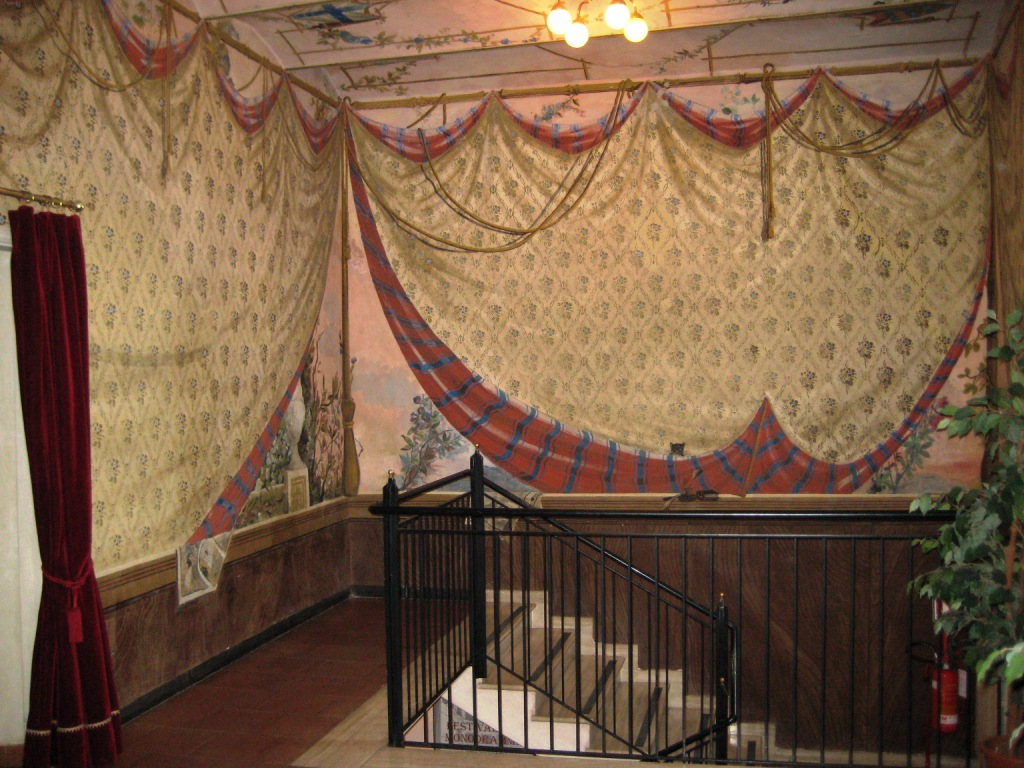
Foyer
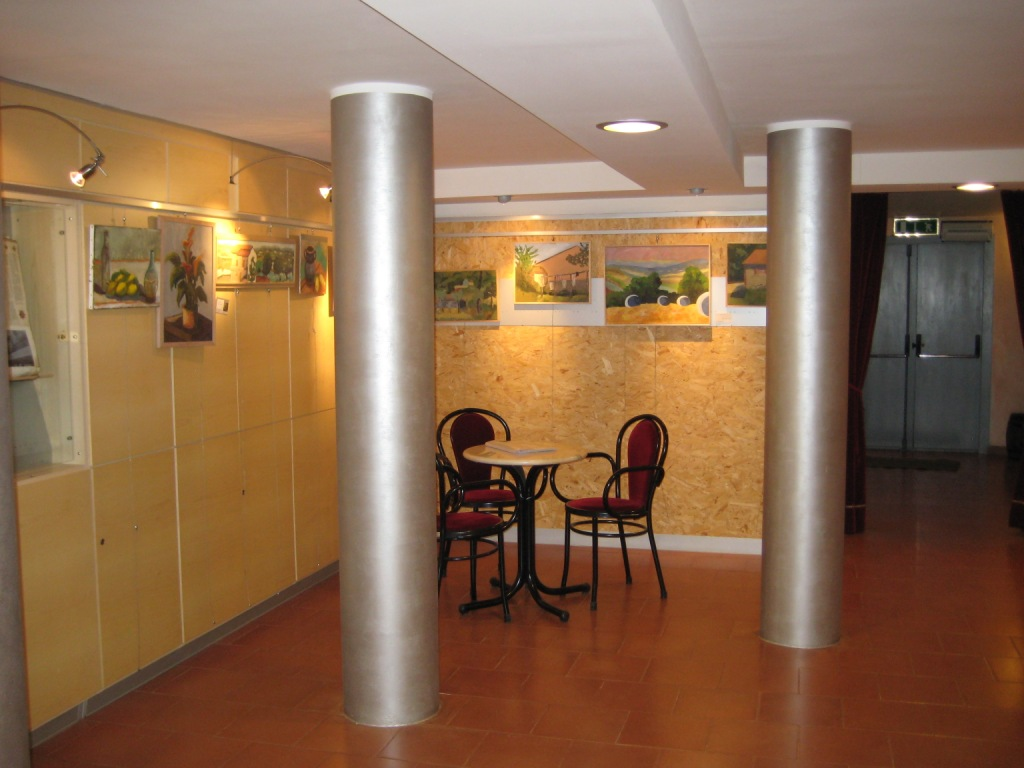
Sala espositiva "Nello Latini"
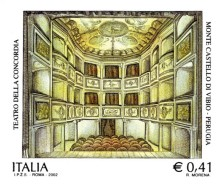
Francobollo italiano dell'anno 2002 raffigurante il Teatro della Concordia